# Sándoregyháza
Sándoregyháza (szerbül Иваново / Ivanovo, németül Alexanderkirchen vagy Iwanowo) település Szerbiában, a Vajdaságban, a Dél-bánsági körzetben, Pancsova községben.

## Fekvése
Pancsovától 18 km-re délre, a Duna bal partján fekszik.

## Története
Sándoregyháza egyike a Dél-bánság három bukovinai székely településének (a másik kettő Székelykeve és Hertelendyfalva).
A falu 1876-ban az egykori katonai határőrvidéken, Ivanova község Duna által elpusztított területén települt. Először 200 bolgár és német család telepedett itt le a Bánság más területeiről, de az árvizek után hamarosan elhagyták a települést, majd 1883-1886. között bukovinai székely telepesek érkeztek Andrásfalváról (Măneuti) és Istensegíts (Tibeni) településről.
1888-ban és 1897-ben az árvíz a község határát újból elöntötte, ezért a Bukovinából érkezett székelyek nagy része visszatért Bukovinába, más részük a bácskai sváb és horvát falvakban húzódott meg, ahol későbbi időkben felszívódtak, beolvadtak.
A trianoni békeszerződésig Torontál vármegye Pancsovai járásához tartozott.

## Népesség
1910-ben  2535 lakosából 1314 fő magyar, 424 fő német, 4  fő szlovák, 9 fő román, 3 fő horvát, 13 fő szerb, 763 fő egyéb (legnagyobbrészt bolgár) anyanyelvű volt. Ebből 2457 fő római katolikus, 13 fő görögkatolikus, 44 fő református, 4 fő ág. hitv. evangélikus, 10 fő görögkeleti ortodox, 2 fő izraelita vallású volt. A lakosok közül 1371 fő tudott írni és olvasni, 2087 lakos tudott magyarul.

## Jegyzetek

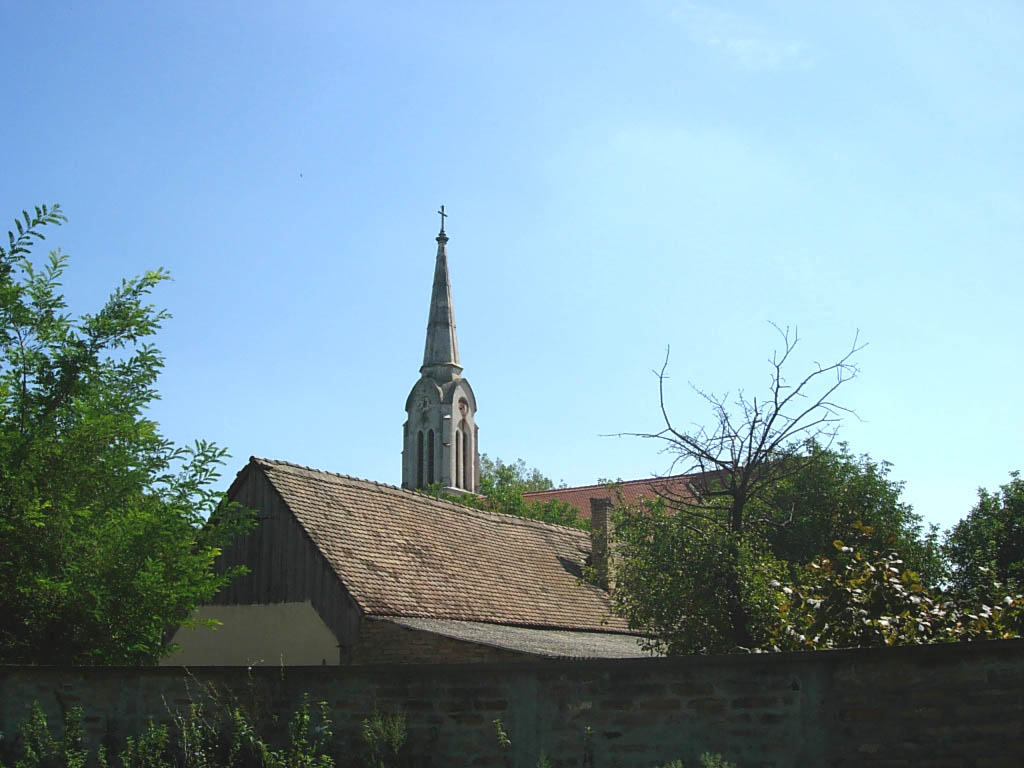
A Szent Vendel apát katolikus templom

### Demográfiai változások
| 1948 | 1953 | 1961 | 1971 | 1981 | 1991 | 2002 | 2011 |
| ---- | ---- | ---- | ---- | ---- | ---- | ---- | ---- |
| 2169 | 2196 | 2066 | 1893 | 1947 | 1439 | 1131 | 1053 |